# ليندسي روب
ليندسي روب (بالإنجليزية: Lindsay Robb)‏ هو سياسي بريطاني، ولد في 1967 في لورغان ‏ في المملكة المتحدة، وتوفي في 31 ديسمبر 2005 في غلاسكو في المملكة المتحدة.